# Ó̰
Cette page contient des caractères spéciaux ou non latins. S’ils s’affichent mal (▯, ?, etc.), consultez la page d’aide Unicode.
Ó̰ (minuscule : ó̰), appelé O tilde souscrit accent aigu, est un graphème et une lettre additionnelle de l’alphabet latin utilisée dans l’écriture du daba, du ngambay et du sar. Elle est composée d’un O, d’un tilde souscrit et d’un accent aigu.

## Utilisation
Le ó̰ est utilisé dans l’orthographe du daba, par exemple dans dò̰ó̰, « haut, en haut ».
Le ó̰ est utilisé dans l’orthographe du ngambay, par exemple dans kó̰, « mère », ou kó̰-ə̄m, « lapine ».

## Représentations informatiques
Le O tilde souscrit accent aigu peut être représenté avec les caractères Unicode suivants : 
- précomposé et normalisé NFC (supplément latin-1, diacritiques) :

| formes    | représentations | chaînes de caractères | points de code | descriptions                                                     |
| --------- | --------------- | --------------------- | -------------- | ---------------------------------------------------------------- |
| capitale  | Ó̰               | Ó◌̰                    | U+00D3 U+0330  | lettre majuscule latine o accent aigu diacritique tilde souscrit |
| minuscule | ó̰               | ó◌̰                    | U+00F3 U+0330  | lettre minuscule latine o accent aigu diacritique tilde souscrit |

- décomposé et normalisé NFD (latin de base, diacritiques) :

| formes    | représentations | chaînes de caractères | points de code       | descriptions                                                          |
| --------- | --------------- | --------------------- | -------------------- | --------------------------------------------------------------------- |
| capitale  | Ó̰               | O◌̰◌́                   | U+004F U+0330 U+0301 | lettre majuscule o diacritique tilde souscrit diacritique accent aigu |
| minuscule | ó̰               | o◌̰◌́                   | U+006F U+0330 0301   | lettre minuscule o diacritique tilde souscrit diacritique accent aigu |